# Purgatorio - Canto quarto

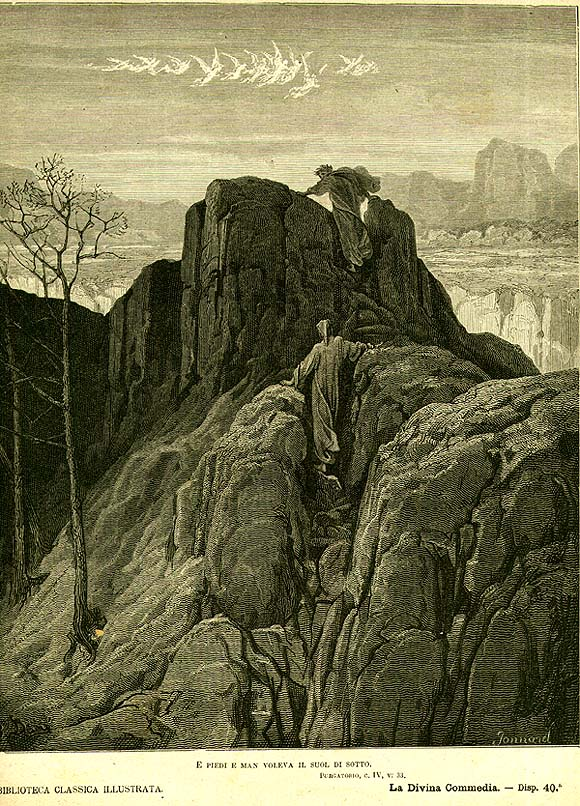
Salita di Dante, illustrazione di Gustave Doré

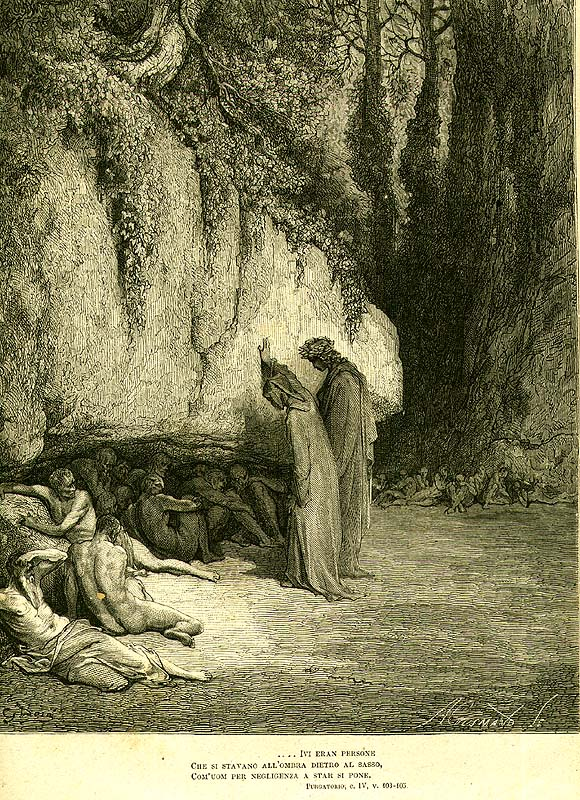
Belacqua, illustrazione di Gustave Doré

Il canto quarto del Purgatorio di Dante Alighieri si svolge nell'Antipurgatorio, dove i negligenti (che tardarono a pentirsi per pigrizia) attendono di poter iniziare la loro espiazione; siamo nel mattino del 10 aprile 1300 (Pasqua), o secondo altri commentatori del 27 marzo 1300.

## Incipit
(Anonimo commentatore dantesco del XIV secolo)

## Temi e contenuti

### Il primo balzo dell'Antipurgatorio - versi 1-54
Parlando con Manfredi, Dante neppure si accorge del trascorrere delle ore; finché, dopo circa tre ore (il sole aveva percorso cinquanta gradi), le anime degli scomunicati indicano a lui ed a Virgilio l'ingresso di un sentiero che porta verso l'alto.
La via è stretta e molto erta; Virgilio sprona il suo protetto a non deviare il cammino e a non arrendersi almeno fino al balzo poco più sopra, dove finalmente giunti possono sedersi e guardare con soddisfazione, ad oriente, l'ostacolo superato.

### Spiegazioni dottrinali di Virgilio: il corso del sole... - vv. 55-84
Dante, ammirando lo spettacolo davanti a sé, nota con stupore che il sole si trova alla sua sinistra, ovvero a nord del punto d'osservazione (mentre a casa sua, nell'emisfero boreale e a nord del tropico del Cancro, esso si è sempre trovato a sud). Virgilio spiega la situazione con una serie di argomentazioni astronomiche e geografiche; tra l'altro, Dante comprende di trovarsi agli esatti antipodi di Gerusalemme, sicché tutti i fenomeni celesti devono essere debitamente ribaltati (ivi compresa, quindi, la posizione del Sole rispetto all'equatore celeste).

### ... e la natura del monte del Purgatorio - vv. 85-96
Rispondendo a un'altra domanda, Virgilio spiega inoltre che la salita andrà via via addolcendosi, mentre quello corrente è invece il momento iniziale ed il più ostico; perciò si sarebbe dovuto perseverare nella salita fino a quando si sarebbe addolcita tanto da permettere un meritato riposo. Notare anche il valore allegorico: la via della redenzione all'inizio è dura e difficile, ma pian piano diventa sempre più facile con l'acquisto delle buone virtù.

### Belacqua - vv. 97-139
Una voce interviene a chiosare ironicamente la spiegazione della guida di Dante: "Ma, forse, sentirai bisogno di riposarti ben prima di quel momento!" Nascoste da un enorme masso, sulla sinistra, si trovano le anime dei negligenti, che ora aspettano di accedere al Purgatorio scontando il loro pentimento colpevolmente tardivo. Quello che aveva parlato se ne sta con la testa chiusa tra le ginocchia e le braccia che la circondano, quasi canzonando con corte parole il nuovo arrivato e la sua foga di salire; gli chiede poi ironicamente con divertita pigrizia se  "hai ben veduto come 'l sole/ da l'omero sinistro il carro mena?". Il poeta, riconosciutolo come Belacqua, sorridendo nota come l'amico perso sia stato ritrovato nell'aldilà senza che neppure un poco dei suoi vizi si fosse diradato. Il canto si conclude con la spiegazione dell'anima del perché sia costretto a restare lì e non procedere verso l'alto: inutile affannarsi, già è deciso che avrebbe dovuto aspettare lì tanti anni quanti quelli della sua vita (a meno che qualche anima pia non avesse pregato per lui, abbreviandone l'attesa). Spinto da Virgilio, Dante riprende quindi la dura ascesa.

## Analisi del canto
In questo canto viene delineandosi il compito di Dante come pellegrino, chiamato alla dura fatica (fisica, e metaforicamente anche spirituale) della scalata del Purgatorio; l'espiazione è un cammino lungo e faticoso, specialmente nelle sue fasi iniziali. Il personaggio di Belacqua è dunque adoperato dal poeta come avvertimento: scoraggiarsi di fronte all'enorme salita, evitando l'impegno con essa e tardando con frequenti pause e ripensamenti, è grave colpa e sintomo di un animo indisposto alla fatica. Una colpa della quale Dante non si sente macchiato; sostenuto dalle esortazioni di Virgilio, riesce a guadagnare l'obiettivo fissato (il balzo sopra di sé) senza fermarsi e senza tentare di mutare strada, trovando persino la forza di affrontare una difficile spiegazione squisitamente scolastica (segno di un intelletto ancor più infaticabile).
In quest'ottica, l'incontro con Belacqua, liutaio fiorentino, rappresenta un intermezzo niente affatto fine a se stesso: esso si colloca all'estremo opposto della sollecitudine idealistica di Virgilio (del resto, lui il corpo non ce l'ha...), al quale l'anima rivolge uno sfottò tutto sommato bonario ma non infondato. Il vate ha già dimostrato durante l'episodio di Casella di non essere privo di difetti, ed ora il suo desiderio di guadagnare la cima senza sostare neppure un secondo (forse dettato dalla vergogna non ancora superata?) non poteva non apparire un po' ridicolo a chi, di contro, aveva passato l'intera vita badando a non affaticarsi mai troppo.
Ma agli occhi di Dante è evidente quale sia fra i due l'eccesso da evitare; egli infatti risponde a tono agli scherzi dell'amico, rinfacciandone la pigrizia e facendone emergere il suo status di purgante, sottolineandone il vizio che gli nega l'accesso alla via della salvezza (ed è curioso il contrappasso dal quale la sua schiera è colpita: l'attesa, dolce e quieta compagna di vita, ora che la via è chiaramente indirizzata al bene supremo pur essendo la stessa di sempre non è che una sorta di statica detenzione). La morale è chiara: Virgilio, sempre rispettatissimo, continuerà a guidare con sollecitudine l'ascesa; la strada va ripresa, e la negligenza accantonata, in nome di una felicità assoluta ancora molto lontana dal venire.